# Fonz
Fonz est une commune d’Espagne, dans la province de Huesca, communauté autonome d'Aragon, comarque de Cinca Medio.

## Personnalités
Santiago Fumaz Cazcarra né le 25 juillet 1912 à Fonz (Huesca) est photographe ambulant de 1938 aux années 1970. 15 000 négatifs de son œuvre ont été légués par lui et ses enfants à la « diputacion de Huesca » pour faciliter leur conservation et leur diffusion. La plus grande partie de ces photos sont les témoignages des fêtes populaires en milieu rural du haut Aragon, sur plus de 4 décennies.
Un ouvrage biographique intitulé La vida en un minuto écrit par Estela Puyuelo-Ortiz & José Luis Pano-Cuello a été diffusé en 2008. Son centenaire célébré en 2012 a réuni une nombreuse famille autour de lui à Fonz qu'il n'a jamais quitté.Il décède le 18/12/2012 et repose au cimetière de FONZ